# Helena Turcerová Devečková
Helena Turcerová-Devečková (18. února 1886 Slovany – 3. listopadu 1964 Bratislava) byla slovenská literární historička, spisovatelka, učitelka, překladatelka, diplomatka, politička, slovenská slavistka, kulturní historička, tlumočnice, dobrovolnice, ochotnická divadelní herečka a režisérka.

## Biografie
Helena Anna Turcerová se narodila 18. ledna 1886 ve Slovanech. Její rodiče byli Adolf Turcer a jeho choť Anna Turcerová, za svobodna Rendeková.
Od roku 1893 do roku 1904 navštěvovala francouzskou školu v Moskvě. Po získání základního vzdělání a roční přestávce se vydala do Varšavy zdokonalit si polštinu. Rok tam žila u svých příbuzných, než se přestěhovala do Paříže studovat francouzskou literaturu na Ústavu orientálních jazyků na Sorbonně. Studia úspěšně dokončila a stala se tak první Slovenkou, která získala na Sorbonně doktorát.
Na doporučení profesora Ernesta Denise v Paříži v roce 1910 francouzsky sepsala práci Ľudovít Štúr a idea slovenské nezávislosti. Ta vyšla roku 1913 a která měla velký ohlas ve slovenských a českých časopisech. Pro své profesory E. Haumanta a L. Legera zpracovala studie o vlivu Hegelovy filozofie na Ľudovíta Štúra a o dějinách Matice slovenské. Vypracovala také práci o třech láskách Ľudovíta Štúra a memoáry o J. G. Tajovském. V Proudech zveřejnila lingvistickou studii zaměřenou na styky slavjanofilů se Slováky a jejich vliv na odtržení se Slováků od Čechů. 
Po skončení studií se živila jako učitelka francouzštiny. První zaměstnání našla roku 1913 na dívčím gymnáziu v Menzelinsku. V následujícím roce uskutečnila cestu do Itálie. Na zpáteční cestě ji zastihla válka na slovenském území, proto se usadila dočasně v Martinu a v roce 1915 se odtamtud přesunula do Jasenové.
Na konci válečných let se vdala za Ondřeje Devečka, evangelického kněze, publicistu, politika a pedagoga.
Po válce rozšířila svoje pole učitelské působnosti také na německý a slovenský jazyk. Od roku 1920 pracovala na obchodní škole v Dolním Kubíně, o tři roky později se trvale usadila v Kežmarku. Více než dvě desetiletí tam působila jako jazyková inspektorka na obchodních školách a na učilištích ženských řemesel. 
V roce 1948 se přestěhovala z Kežmarku do Bratislavy, kde se věnovala výhradně překladatelství. Do slovenštiny přeložila základní díla francouzské a ruské krásné literatury od Ostrovského, Gercena, Kuprina, Tolstého, Balzaca, Diderota, Duma, France, Rollanda, a také Stendhala.

## Dílo
- Ľudovít Štúr a idea slovenskej nezávislosti
- Styky slavianofilov so Slovákmi a ich vplyv na odtrhnutie sa Slovákov od Čechov
- Louis Stúr et ľidée de ľindependance slovaque
- Louis Stur et ľidee de ľindependance slovaque
- Louis Stúr et L’Idée de L’Indépendance Slovaque
- Deti v ruských novelách / Antologia beletristov ruských
- Nemecká cvičebnica pre školy obchodné a ústavy príbuzné
- Národné hospodárstvo pre odborné pokračovacie školy pre živnosti obchodné,
- Učebnica jazyka nemeckého pre prvý ročník obchodných akadémií
- Dieťa v krásnej próze francúzskej /antológia moderných beletristov francúzskych